# Liste der Bodendenkmäler in Wipperfürth
Die Liste der Bodendenkmäler in Wipperfürth enthält die Bodendenkmäler in Wipperfürth im Oberbergischen Kreis in Nordrhein-Westfalen (Stand: 7. November 2018). Grundlage für die Aufnahme der Bodendenkmäler ist das Denkmalschutzgesetz Nordrhein-Westfalen (DSchG NRW).
| Bild           | Bezeichnung                                          | Lage                                                    | Beschreibung | Bauzeit | Eingetragen seit | Denkmal- nummer |
| -------------- | ---------------------------------------------------- | ------------------------------------------------------- | ------------ | ------- | ---------------- | --------------- |
| weitere Bilder | Wasserburgwüstung                                    | Hof Nagelsgaul Karte                                    |              |         | 01.08.1986       | 1 B             |
|                | Felsblock aus dem Mitteldevon                        | Fundort: Tal d. Kürtener Sülz bei Furth                 |              |         | 18.02.1992       | 2 B             |
|                | Landwehr                                             | Stillinghausen                                          |              |         | 28.09.1993       | 3 B             |
|                | Landwehr, Hohlweg                                    | Altensturmberg                                          |              |         | 28.09.1993       | 4 B             |
|                | Grube Kupferberg                                     | zwischen Hinterwurth und Kupferberg                     |              |         | 28.09.1993       | 5 B             |
|                | Pulvermühle, Kerspebach und Neuenhammer              | Neuenhammer                                             |              |         | 15.03.2011       | 6 B             |
|                | Hammerwerk, Obere-Untergraben, Wehr bei Egerpohl     | Egerpohl                                                |              |         | 15.03.2011       | 7 B             |
|                | Pulvermühlenwüstung, Ober-Untergraben bei Klaswipper | Klaswipper                                              |              |         | 15.03.2011       | 8 B             |
|                | Hammerwerk Ohl                                       | Ohl                                                     |              |         | 15.03.2011       | 9 B             |
|                | Pulvermühle Kerspetal                                | Großfastenrath / Kerspe                                 |              |         | 15.03.2011       | 10 B            |
|                | Massenhütte, Damm, Teich, Grenzstein, Meilerplatz    | östlich Dohrgaul                                        |              |         | 15.03.2011       | 11 B            |
|                | Wüstung Pulvermühle, Meilerplätze südlich Grund      | südlich Grund                                           |              |         | 13.09.2011       | 12 B            |
|                | Hohlwege, Altstraße Wipperfürth-Breckerfeld          | Verlängerung Straße Ommer bis Kreuzungsbereich Platzweg |              |         | 13.09.2011       | 13 B            |
|                | Landwehr westlich Müllensiepen                       | westlich Müllensiepen                                   |              |         | 14.01.2015       | 14 B            |
|                | Hohlwege, Altstraße Wipperfürth-Breckerfeld          | Verlängerung Straße Ommer bis Kreuzungsbereich Platzweg |              |         | 14.01.2015       | 15 B            |
| weitere Bilder | Wehr, Obergraben                                     | Hämmern                                                 |              |         | 21.01.2016       | 16 B            |
|                | Landwehr                                             | südwestlich Forste                                      |              |         | 09.05.2016       | 17 B            |
|                | Schmelzstätte, Obergraben, Kupferhütte               | westlich L 284 Hammer / Saure Wiese                     |              |         | 18.10.2017       | 18 B            |